# Petra Maria Meyer
Petra Maria Meyer (geb. 1958) ist eine deutsche Philosophin und Theaterwissenschaftlerin und Professorin für Kultur- und Medienwissenschaften an der Muthesius Kunsthochschule in Kiel.

## Werdegang
Meyer studierte Germanistik, Philosophie und Theaterwissenschaften  u. a. bei Rudolf Heinz, Jochen Hörisch, Ludwig Jäger und Erika Fischer-Lichte. Sie wurde 1992 an der Heinrich-Heine-Universität Düsseldorf in Philosophie promoviert und habilitierte sich 2000 an der Johannes-Gutenberg-Universität Mainz in Theaterwissenschaften. Von 1988 bis 2001 war sie als Lektorin, Dramaturgin und Autorin für das Studio Akustische Kunst des WDR in Köln tätig. Von 2001 bis 2003 vertrat Meyer C3- und C4-Professuren für Theater-, Film- und Fernsehwissenschaft an der Universität zu Köln und 2003 den Lehrstuhl für Theaterwissenschaft an der Johannes-Gutenberg-Universität Mainz. Seit 2004 lehrt sie auf einer Professur für Kultur- und Medienwissenschaft am Institut für Kunst-, Design- und Medienwissenschaften der Muthesius Kunsthochschule in Kiel. Von 2004 bis 2008 war sie Intendantin des »Forums für interdisziplinäre Studien« der Muthesius Kunsthochschule.
Meyer vertritt eine kulturwissenschaftlich ausgerichtete Medienwissenschaft. Ihre Forschungsschwerpunkte liegen in den Bereichen Intermedialität, Inszenierung, Medienphilosophie, Philosophie des 19. und 20. Jahrhunderts, Hörkultur und Akustische Kunst, Gegenwartstanz und -theater.

## Monographien
- Intermediale Dramaturgie. Fallbeispiele aus Theater, Tanz, Film und Video. Paderborn 2020. ISBN 978-3-7705-6551-1.
- Gedächtniskultur und künstlerische Erinnerungspraxis. Kieler Vorlesungen zu GedächtnisMedienMetaphern im historischen Wandel. Kiel 2016. ISBN 978-3-943763-55-3.
- Intermedialität des Theaters. Entwurf einer Semiotik der Überraschung. Düsseldorf 2001. ISBN 3-930450-70-4.
- Gedächtniskultur des Hörens. Medientransformation von Beckett über Cage bis Mayröcker. Düsseldorf 1997. ISBN 3-930450-18-6.
- Die Stimme und ihre Schrift. Die Graphophonie der Akustischen Kunst. Wien 1993. ISBN 3-85165-081-6.

## Herausgabe
- mit Felix Schackert: Kräfte einfangen. Energetisches in Philosophie und Künsten. Paderborn 2024. ISBN 978-3-7705-6902-1.
- mit Christine Blättler: Angst und Freiheit. Würzburg 2023. ISBN 978-3-8260-7639-8.
- mit Arnold Dreyblatt: Black Mountain College as Multiverse. Dortmund 2022. ISBN 978-3-86206-983-5.
- Situationen. Theorien der Situation und künstlerische Praxis. Paderborn 2020. ISBN 978-3-7705-6547-4.
- Ephemer. Paderborn 2020. ISBN 978-3-7705-5755-4.
- Intuition. Erinnerungs-, Erkenntnis- und Entscheidungsfähigkeiten der Künste. München 2012. ISBN 978-3-8467-4745-2.
- Gegenbilder. Zu abweichenden Strategien der Kriegsdarstellung. München 2009. ISBN 978-3-8467-4657-8.
- Acoustic Turn. München 2008. ISBN 978-3-7705-4389-2.
- Performance im medialen Wandel. München 2006. ISBN 978-3-7705-4315-1.